# Bulbophyllum biseriale
Bulbophyllum biseriale là một loài phong lan thuộc chi Bulbophyllum.